# نقش‌برجسته گل گل ملکشاهی
نقش برجسته گل گل ملکشاهی مربوط به تمدن باستانی آشور است و در استان ایلام، کنار رودخانه گل گل ملکشاهی واقع شده و این اثر در تاریخ ۶ دی ۱۳۵۵ با شمارهٔ ثبت ۱۴۱۸ به‌عنوان یکی از آثار ملی ایران به ثبت رسیده‌است.
این اثر در ۸ کیلومتری شهر ارکواز و بر دیوار شرقی تنگه کوچکی که روستای گل گل در دهانه آن استقرار یافته قرار دارد. این سنگ نوشته به خط میخی به زبان آشوری، بر روی نمای دیوار شرقی صخره‌ای بالاتر از روستای گل گل ملکشاهی به ابعاد ۹۰× ۱۳۵ سانتی‌متر به شکل مستطیل به‌طور عمودی نقش شده و در وسط آن پادشاه آشوری به صورت برجسته با شمشیر حمایل به ارتفاع ۱۳۵ سانتی‌متر قرار دارد. تمامی سطح کتیبه پس از صاف نمودن سطح آن به عمق سه سانتی‌متر و برجسته نشان، پیکر پادشاه با خطوط کنده کاری شده میخی پوشانده شده‌است. سطرها به وسیله یک خط افقی کنده از هم دیگر متمایز گشته‌اند. ارتفاع نقش برجسته از سطح زمین ۲۷۰ سانتی‌متر است. متن کتیبه از فتح ایلام و انقراض تمدن ایلام باستان به وسیله آشوریها حکایت می‌کند.

## متن کتیبه
«به آشور و خدایان (بزرگ) که به طرفداری شاه محبوب آن‌ها ایستاده و چیره شده (بر زمین‌های دشمنانش (...) شاه جهان (...) پسر (...) آشور پدر خدایان مرا نامزد کرد برای پادشاهی در رحم مادرم (...) انلیل مرا برای تسلط بر روی زمین و مردم فرا خواند. سین و شماش با هم شگونهای مساعدی در مورد بنیاد فرمانروایی من فراهم ساختند. نبو و مردوک مرا بصیرت وسیع و فهم عمیق بخشانیدند. خدایان بزرگ از راه لطف در محفل خود مرا بر روی تخت شاهی پدرم گذاشتند. آن‌ها تسلط بر روی زمین را به من واگذار کردند. شهر (...) آن‌ها بیرون رفتند (...) روی او ستایش کارهایی که من انجام داده‌ام. من نوشتم بر روی آن من به جای نهادم این سنگ نوشته را برای ترغیب شاهان و پسران من در آینده باشد که امیری در میان شاهان پسران من که او را آشور و خدایان بزرگ برای تسلط بر روی زمین و مردم نامزد کند. این ستون و تحسین خدایان بزرگ را ببیند و باشد که به تدفین آن بپردازد و قربانیها بکند اما آنکه آن مجسمه را از جای آن بردارد آشور و خدایان بزرگ و آن عده که روی این ستون نام برده شدند با نظر خشم به او نگاه کند. باشد که به طرفداری او در یک برخورد سلاح‌ها در میدان جنگ برخیزند و باشد که آن‌ها او را راهنمایی نکنند. (...) با شد که آن‌ها هم حکم شاهی او را براندازند و باشد که آن‌ها نامش و تخمه اش را در زمین ضایع کنند"».